# 3:15
3:15,a Time to Die,es una película de acción y crimen estadounidense de 1986, dirigida por Larry Gross y protagonizada por Adam Baldwin, Deborah Foreman y Rene Auberjonois.

## Resumen
El crimen violento es de rutina. El comercio organizado de drogas es incontrolable en la cara de la autoridad sin poder. Y  una pandilla callejera viciosa tiene el dominio en un reinado de terror salvaje. Ahí "las cobras" reinan la escuela  y todo el mundo en él, con la excepción de Jeff Hanna (Adam Baldwin).

## Reparto
| Actor             | Personaje   |
| ----------------- | ----------- |
| Adam Baldwin      | Jeff Hannah |
| Jesse Aragon      | Smiley      |
| Rene Auberjonois  | Horner      |
| Bradford Bancroft | Whitey      |
| Wendy Barry       | Lora        |
| Joseph Brutsman   | Norman      |
| John Scott Clough | Jim         |
| Wayne Crawford    | Draper      |
| Danny De La Paz   | Cinco       |